# تيم إيفانز
الفريق تيموثي بول إيفانز (ولد في 21 سبتمبر 1962) ضابط في الجيش البريطاني الذي شغل منصب قائد فيلق تفاعل الحلفاء السريع.

## المسيرة العسكرية
من 5 سبتمبر 1980 أثناء دراسته في الجامعة كان إيفانز ملازم ثاني (تحت الاختبار) في جامعة كاديتشيب. تم إنهاء خدمته في 16 أكتوبر 1981. في 7 أغسطس 1982 بعد التخرج من أكاديمية ساندهيرست العسكرية الملكية عين في المشاة الخفيفة كملازم ثاني. تمت ترقيته إلى ملازم أول في 7 أغسطس 1984 ثم إلى نقيب في 7 أغسطس 1988.
اجتاز اختيار القوة الجوية الخاصة في عام 1990. شغل منصب قائد القوات في فوج الخدمة الجوية الخاصة 22. درس في كلية القيادة والأركان العسكرية وتم ترقيته إلى رائد في 30 سبتمبر 1994.
تمت ترقية إيفانز إلى مقدم في 30 يونيو 2000 بأقدمية من ذلك التاريخ ونشر في مركز التنمية والمفاهيم والعقيدة الذي افتتح حديثا. تم تعيينه كقائد للفرقة الأولى من المشاة الخفيفة في يوليو 2001 وبعد ذلك أصبح رئيس الأركان في مقر الشعبة الثالثة (المملكة المتحدة) التي تم نشرها في جنوب العراق. تم ترقيته إلى عقيد في 30 يونيو 2004 بأقدمية في 30 يونيو 2004 وإلى عميد في 31 ديسمبر 2005 بأقدمية في 30 يونيو 2005. ثم تم تعيينه قائد اللواء التاسع عشر الذي تم نشره في العراق في عام 2006. أصبح رئيس عمليات القوة المشتركة في المقر الدائم في نورثوود في عام 2008. في 30 سبتمبر 2009 تمت ترقيته إلى لواء وعين رئيس أركان القوات المسلحة للحلفاء. تم نشر المركز في أفغانستان في يناير 2011 مع تولى إيفانز منصب رئيس الأركان في القيادة المشتركة لقوات المساعدة الدولية لإرساء الأمن في أفغانستان. في 20 أبريل 2012 تم تعيينه قائدا لأكاديمية ساندهيرست العسكرية الملكية.
تولى إيفانز منصب قائد فيلق رد الفعل السريع المتحالف في أغسطس 2013. سلم إيفانز أمره في 25 يوليو 2016 إلى الفريق تيم رادفورد.

## الأوسمة
في 29 يونيو 1991 كان النقيب إيفانز آنذاك يذكر في البرقيات «تقديرا للخدمات المرموقة والمتميزة في الخليج».
تم منحه عضوية آمر الإمبراطورية البريطانية في أعياد الميلاد عام 2001 وقائد آمر الإمبراطورية البريطانية في 28 سبتمبر 2012 «تقديرا للخدمات المرموقة والمتميزة في أفغانستان خلال الفترة من 1 أكتوبر 2011 إلى 31 مارس 2012». تم تعيينه رفيق آمر الطريق في عام 2016 في تكريمات السنة الجديدة.
في 9 يناير 2006 تم تعيينه في منصب فخري لنائب عقيد المشاة الخفيفة. تنازل عن التعيين في 1 فبراير 2007. عين نائبا للعقيد في 1 أبريل 2008.